# Zincolibethenite
La zincolibethenite è un minerale.